# Psammotettix swatensis
Psammotettix swatensis är en insektsart som beskrevs av Ahmed, M. 1986. Psammotettix swatensis ingår i släktet Psammotettix och familjen dvärgstritar. Inga underarter finns listade i Catalogue of Life.